# Wonton
I wonton (in cinese mandarino 餛飩T, 馄饨S, húntunP, in cantonese 雲吞T, 云吞S) sono un formato di pasta ripiena tipico della cucina cinese.

## Preparazione e farcitura
I wonton sono ravioli che vengono preparati a partire da una piccola porzione di fine sfoglia di pasta (fatta con farina, uova, acqua, sale). La pasta si farcisce con un ripieno e poi si chiude con le dita, dopo averla umidificata, in modo da dare al raviolo la forma desiderata. Durante la chiusura va evitato che resti intrappolata dell'aria dentro al raviolo perché ciò potrebbe farlo rompere in fase di cottura.
Il ripieno più comune dei wonton è a base di carne tritata di maiale o di gamberetti, alla quale può essere aggiunta un po' di farina come legante. La miscela viene insaporita con sale, spezie e in genere anche con aglio o cipolla finemente triturati. I wonton vengono anche fabbricati industrialmente e nei supermercati ne è presente una ampia gamma, anche in forma surgelata. Quelli utilizzati nella ristorazione vengono in genere prodotti a mano poco prima di essere serviti al cliente. Nei mercati tradizionali i wonton sono di solito venduti crudi e il prezzo è calcolato a pezzo e non a peso. Possono anche venire serviti fritti invece che lessati.

## Nomi cinesi

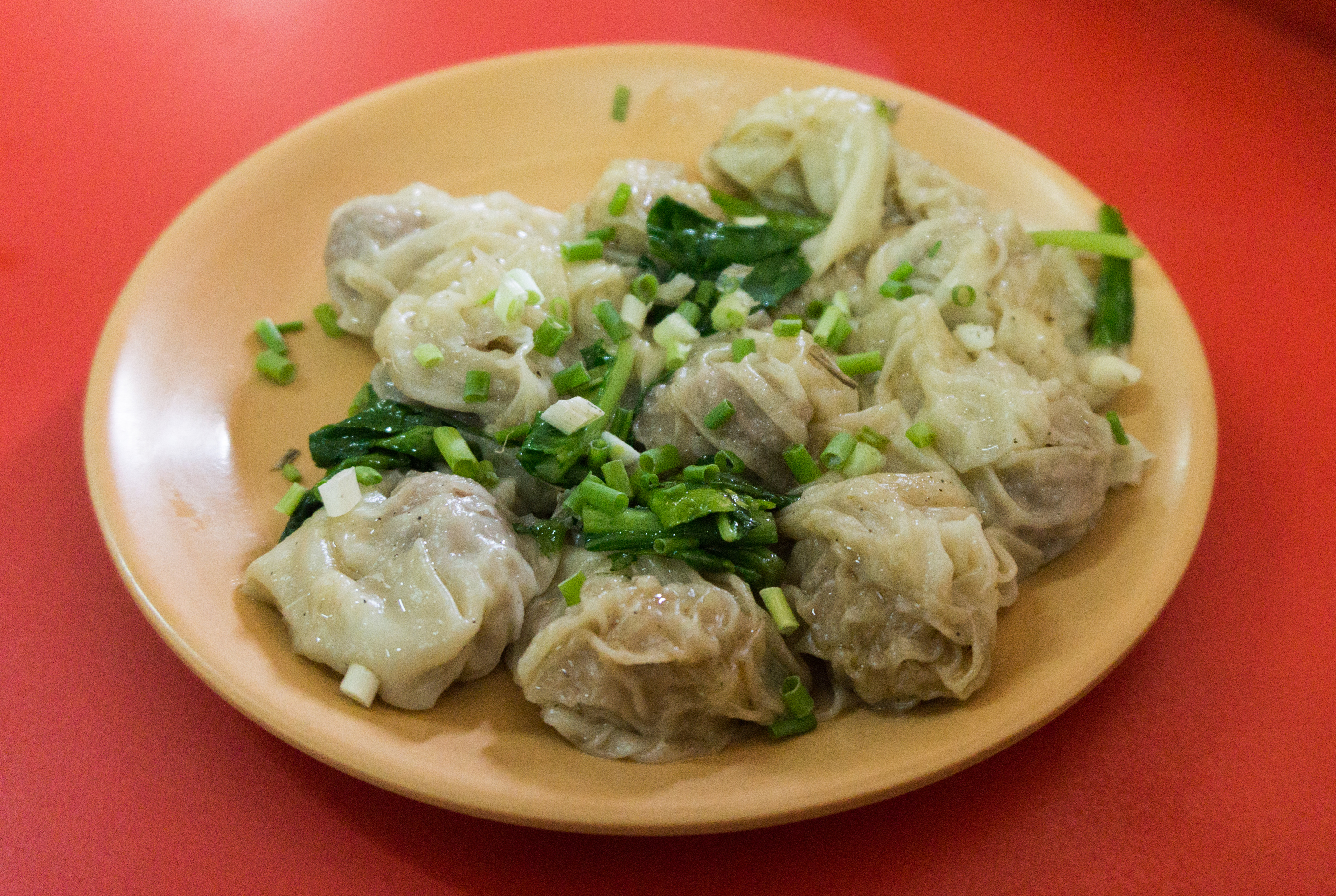
Wonton di maiale cotti

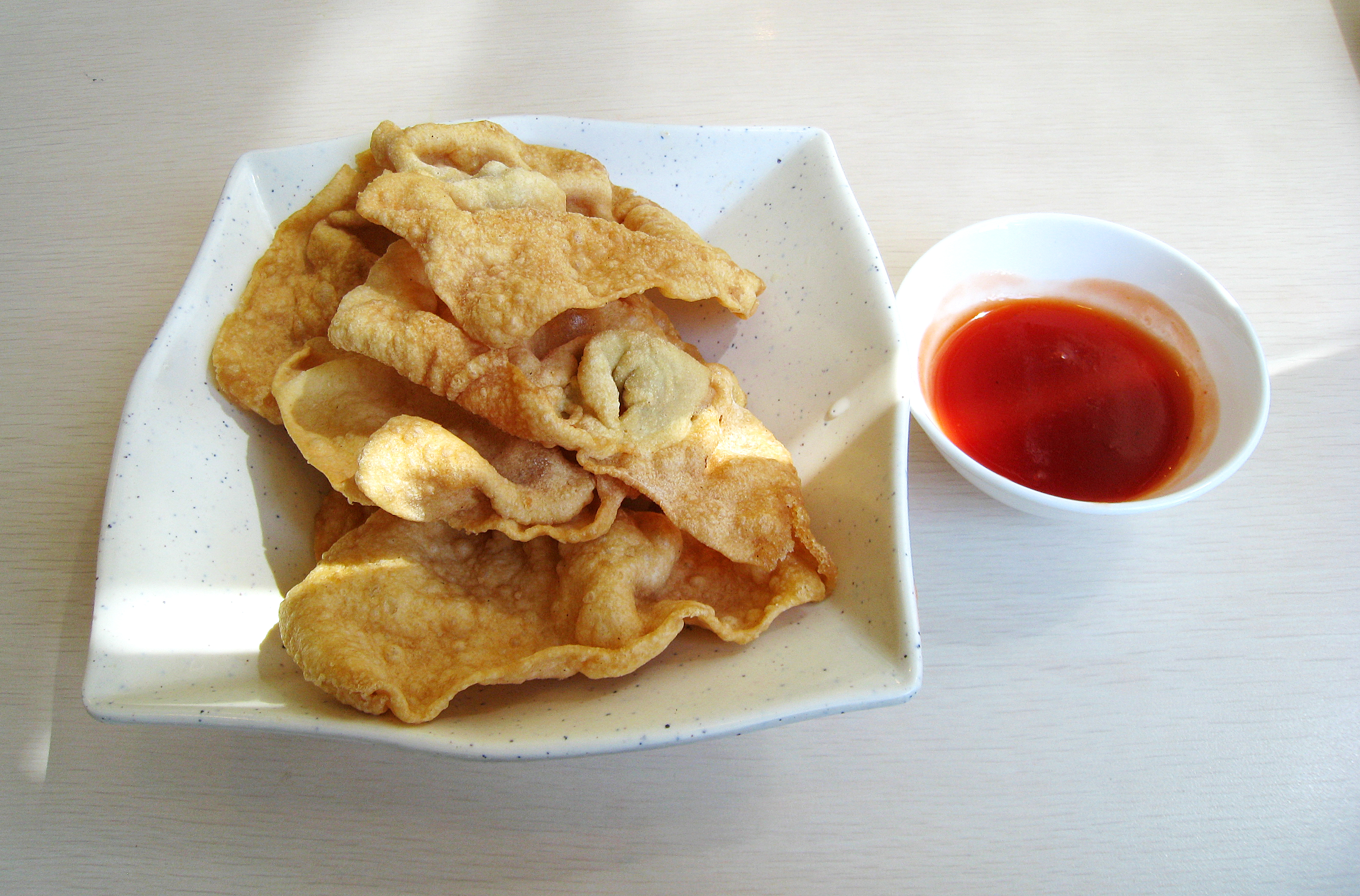
Wantan fritti

In cinese mandarino i wonton sono chiamati huntun (餛飩T, 馄饨S, húntunP).
In cantonese invece il nome è wantan (雲吞T, 云吞S, jyutping: wan4tan1, Yale: wàhn tān), che letteralmente vuole dire piccola nuvola perché quando vengono cotti ondeggiano nell'acqua come piccole nuvole.
In italiano il nome è spesso reso come wanton.